# Tongchai Pohnang
Tongchai Pohnang (thailändisch ธงชัย โพธิ์นาง, * 15. April 1987 in Khon Kaen) ist ein thailändischer Fußballspieler.

## Karriere
Tongchai Pohnang stand bis Ende 2014 beim PTT Rayong FC unter Vertrag. Wo er vorher gespielt hat, ist unbekannt. Der Verein aus Rayong spielte in der ersten Liga des Landes, der Thai Premier League. Für Rayong absolvierte er 22 Erstligaspiele. Ende 2014 musste er mit Rayong in die zweite Liga absteigen. Anfang 2015 unterschrieb er einen Vertrag beim Erstligisten Super Power Samut Prakan FC in Samut Prakan. Für Super Power stand er bis Mitte 2016 15-mal in der ersten Liga  auf dem Spielfeld. Zur Rückserie 2016 wechselte er zum Drittligisten Loei City FC. Der Verein aus Loei spielte in der dritten Liga, der damaligen Regional League Division 2. Mit dem Verein trat er 2016 in der Northern Region an, 2017 bis 2018 spielte der Verein in der North/Eastern Region. Nach der Hinserie 2018 verpflichtete ihn der Viertligist Khon Kaen United FC. Mit dem Klub aus Khon Kaen spielte er in der vierten Liga, der Thai League 4, in der North/Eastern Region. Am Ende der Saison wurde er mit Khon Kaen Vizemeister der Region und stieg anschließend in die dritte Liga auf. In der Liga spielte der Klub in der Upper Region. Auch hier feierte er am Ende der Saison die Meisterschaft und den Aufstieg in die zweite Liga. Nach dem Aufstieg wurde sein Vertrag nicht verlängert. Wo er vom 1. Januar 2020 bis 31. Dezember 2020 gespielt hat, ist unbekannt. Am 1. Januar 2021 unterschrieb er einen Vertrag beim Drittligisten Lamphun Warriors FC. Mit dem Verein aus Lamphun spielte er sechsmal in der dritten Liga. Am Ende der Saison wurde man Meister der Northern Region. In den Aufstiegsspielen, der National Championship, belegte man ebenfalls den ersten Platz und stieg in die zweite Liga auf. Am Ende der Saison feierte er mit dem Verein die Meisterschaft der zweiten Liga und den Aufstieg in die erste Liga. Nach dem Aufstieg verließ er den Verein und schloss sich Ende Juni 2022 dem Drittligisten Phitsanulok FC an. Mit dem Verein aus Phitsanulok spielte er in der Northern Region der Liga. Am Ende der Saison 2022/23 wurde er mit dem Verein Meister der Region. In den Aufstiegsspielen zur zweiten Liga konnte man sich jedoch nicht durchsetzen.

## Erfolge
Khon Kaen United FC
- Thai League 4 – North/East: 2018 (Vizemeister)  ▲
- Thai League 3 – Upper: 2019  ▲

Lamphun Warriors FC
- Thai League 3 – North: 2021/21  ▲
- Thai League 2: 2021/22  ▲

Phitsanulok FC
- Thai League 3 – North: 2022/23